# 사라 두르순
사라 두르순하제(페르시아어: سارا دورسون-خواجه, 독일어: Sara Doorsoun-Khajeh, 1991년 11월 17일 ~ )는 독일의 여자 축구 선수이다. 포지션은 미드필더이며, 수비수로도 뛸 수 있다. 현재 독일 프라우엔-분데스리가의 VfL 볼프스부르크에서 활동하고 있다.

## 클럽 경력
쾰른에서 이란계 독일인 아버지와 터키계 독일인 어머니 사이에서 태어났다. 10대 시절에는 SV 베셀링, SpVgg 쾨팅겐 산하 청소년 클럽에서 활동했고 2007년에는 SC 포르투나 쾰른에 입단했다. 2008년에는 2. 프라우엔-분데스리가로 강등된 SG 바텐샤이트 09로 이적했고 2008-09 여자 DFB-포칼에서 팀의 준결승전 진출에 기여했다.
2010년에는 SG 바트 노이에나어로 이적했고 2010-11 여자 DFB-포칼에서 팀의 준결승전 진출에 기여했다. 2012년에는 1. FFC 투르비네 포츠담으로 이적했고 2013년 5월에는 SGS 에센으로 이적했다. 2018년에는 VfL 볼프스부르크로 이적했고 2018-19 시즌에서 팀의 프라우엔-분데스리가 우승, 여자 DFB-포칼 우승에 기여했다.

## 국가대표 경력
2006년부터 2010년까지 독일 여자 U-15, U-17, U-19 축구 국가대표팀 선수로 활동했으며 총 10경기에 출전했다. 2016년 3월 3일에 열린 프랑스와의 시빌리브스컵 경기에 처음 출전하면서 독일 여자 축구 국가대표팀 선수로 데뷔했다.
UEFA 여자 유로 2017에서는 러시아와의 조별 예선 경기, 덴마크와의 8강전 경기에 출전했는데 독일은 덴마크와의 8강전에서 패배하면서 탈락했다. 2019년 FIFA 여자 월드컵에 참가한 독일 대표팀에도 이름을 올렸지만 독일은 독일과의 8강전에서 패배하면서 탈락했다.

## 수상
VfL 볼프스부르크
- 프라우엔-분데스리가 1회 우승 (2018-19)
- 여자 DFB-포칼 1회 우승 (2018-19)